# Arslangijn Cedensodnom
Arslangijn Cedensodnom – mongolski zapaśnik w stylu wolnym. Dwukrotny uczestnik mistrzostw świata, szósty w 1989. Srebrny medal na igrzyskach azjatyckich w 1990 i na mistrzostwach Azji w 1991 roku.